# Igualtat de gènere

Símbol de la igualdat de gènere

La igualtat de gènere, també coneguda com a igualtat de sexes (tot i que el gènere i el sexe no sòn el mateix), implica que totes les persones han de rebre el mateix tractament, llevat que hi hagi una raó biològica per a un tractament diferent. Aquest concepte és clau en la Declaració Universal dels Drets Humans de les Nacions Unides, en què l'objectiu final és proporcionar la igualtat legal i la igualtat social, especialment en les activitats democràtiques, i assegurar la igualtat de remuneració per igual treball. El principi d'igualtat i de no-discriminació per raó de sexe o gènere és una obligació de dret internacional general, que vincula totes les nacions i, atès el seu caràcter principal, s'estableix sempre com un principi que ha d'inspirar la resta dels drets fonamentals.

## Marc internacional
En el marc internacional, el dret internacional prohibeix la discriminació basada en el sexe i n'ha assumit la defensa des de l'adopció de la Carta de les Nacions Unides, signada a San Francisco el 26 de juny de 1945, en incloure aquest principi d'igualtat d'oportunitats i no-discriminació en l'òrbita dels drets humans.
Al preàmbul de la Carta de San Francisco, que té com a finalitats preservar la pau i la justícia i promoure el progrés social, es proclama que:
| «                         | Es referma la fe en els drets fonamentals de l'ésser humà, en la dignitat i el valor de la persona humana, en la igualtat de drets entre els homes i les dones i de les nacions grans i petites | » |
| — Carta de San Francisco, | |   |

L'Organització de les Nacions Unides completà el catàleg de drets jurídicament vinculants per a tots els estats membres amb l'aprovació, per la Comissió de Drets Humans, del text que s'ha denominat Carta o Declaració Internacional dels Drets Humans, que és integrada per: 
1. la Carta de San Francisco de 1945 abans esmentada
2. la Declaració Universal de Drets Humans aprovada el 10 de desembre de 1948
3. el Pacte Internacional de Drets Econòmics, Socials i Culturals
4. el Pacte Internacional de Drets Civils i Polítics, ambdós aprovats el 16 de desembre de 1965, textos que configuren el principi de no-discriminació com un autèntic principi estructural

Més importància té la Convenció de les Nacions Unides sobre l'eliminació de tota forma de discriminació contra les dones, de 18 de desembre de 1979, ratificada per l'estat espanyol l'any 1983 i publicada al BOE l'any 1984, i el seu protocol facultatiu, ratificat i en vigor des de l'any 2001, que estableix que:
| «      | els estats han de prendre les mesures apropiades, incloent-hi les de caràcter legislatiu, per assegurar el ple desenvolupament i avenç de la dona en tots els àmbits (...) No es considerarà discriminació l'adopció de mesures especials encaminades a accelerar la igualtat de facto entre l'home i la dona | » |
| — BOE, | |   |

A més, juntament a aquesta obligació genèrica, la convenció amplia els drets de les dones en diversos àmbits, com són el dels drets polítics, en matèria laboral, educació, sanitat i economia. A l'empara d'aquesta convenció, va sorgir el Comitè per a l'Eliminació de la Discriminació contra les Dones, òrgan que té com a objectiu la tutela del dret a la no-discriminació per raó de sexe.
També convé destacar la Conferència de Viena de 1993 de les Nacions Unides, en què s'insisteix, un cop més, en la idea que:
| «                                                    | els drets humans de la dona i de la nena són part inalienable, integrant i indivisible dels drets humans universals | » |
| — Conferència de Viena de 1993 de les Nacions Unides | |   |

Aquesta idea torna a ser present en la Quarta Conferència Mundial de les Nacions Unides sobre la Dona que va tenir lloc a Beijing l'any 1995. La conferència adquireix un significat enorme en posar de manifest el consens que hi ha en relació amb la universalitat i la globalitat dels problemes de les dones, i destaca la importància de la igualtat i la no-discriminació per raó de sexe com a factor ineludible per construir les societats del segle XXI. En definitiva, entre els objectius de desenvolupament de les Nacions Unides per al mil·lenni, ocupa un lloc destacat la igualtat d'oportunitats entre sexes i l'autonomia de les dones.

## Estat espanyol
En el marc intern, tant la Constitució espanyola de 1978 (articles 14 i 9.2) com l'Estatut d'Autonomia de Catalunya de 1979 (article 8), proclamen el principi d'igualtat i no-discriminació i insten els poders públics a promoure les condicions
perquè la llibertat i la igualtat siguin reals i efectives, i treu els obstacles que n'impedeixen o en dificulten la plenitud, facilitant la participació de tots els ciutadans i ciutadanes en la vida política, econòmica, cultural i social.

## Lluitadores per la igualtat de gènere
- Sarmiza Bilcescu.